# Slättadamm

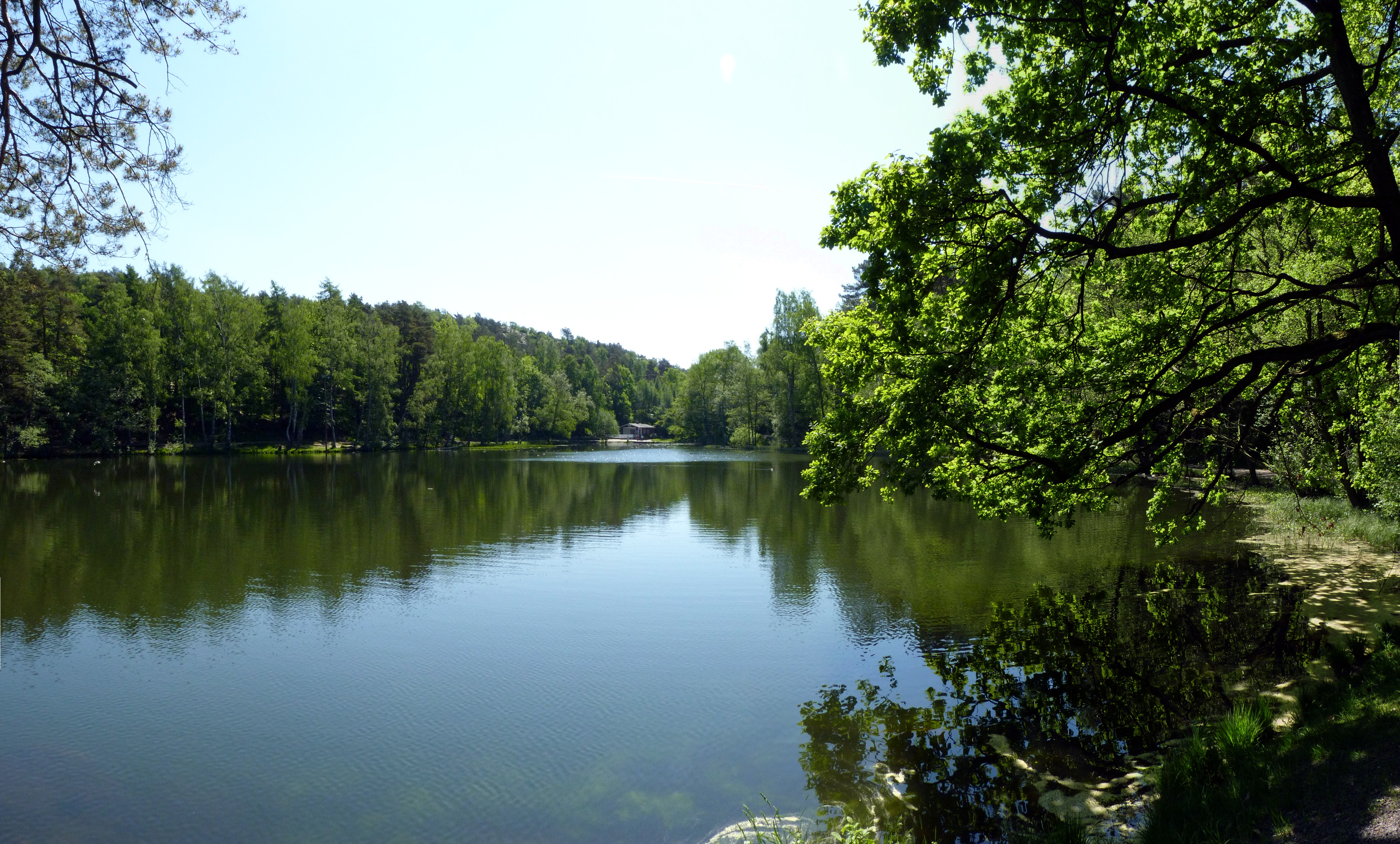
Slätta damm, Hisingsparken.

Slättadamm är ett primärområde i stadsområde Hisingen i Göteborgs kommun.
Namnet kommer av den konstgjorda dammen Slätta damm i S.A. Hedlunds park och förleden antas syfta på hemmanet Bjurslätt, som förr kallades Slätta. Väster om dammen Slätta damm, på toppen av berget Burshäll finns det lämningar av en fornborg, med en 400 meter lång stenvall, som avgränsar bergets norra del.
BK Häckens klubbstuga Häckenborg låg i Slättadamm, från 1960 till 2010. Sedan 2011 är samma byggnad en katolsk kyrka.

## Nyckeltal

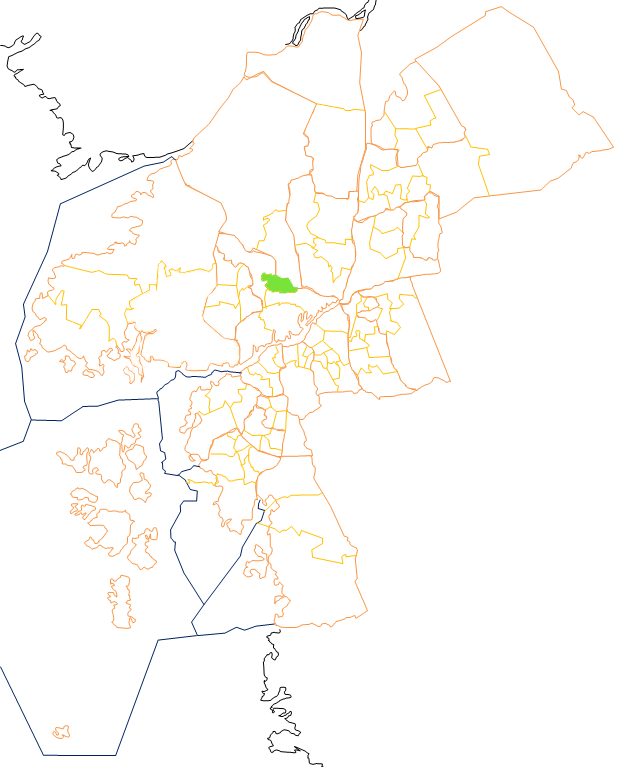
Primärområdet Slättadamm.

Nyckeltalen redovisar statistik som beskriver Göteborg och dess 96 delområden, primärområden, per den 31 december och kan användas för att jämföra de olika områdena. Nedan redovisas uppgifter för primärområdet och jämförelse görs mot uppgifterna för hela kommunen.
|                                                           | Slättadamm | Hela Göteborg |
| --------------------------------------------------------- | ---------- | ------------- |
| Folkmängd                                                 | 4 219      | 587 549       |
| Befolkningsförändring 2020–2021                           | -68        | +4 493        |
| Andel födda i utlandet                                    | 27,4 %     | 28,3 %        |
| Andel utrikes födda eller med två utrikes födda föräldrar | 37,2 %     | 38,1 %        |
| Medelinkomst                                              | 326 200 kr | 332 400 kr    |
| Arbetslöshet                                              | 5,9 %      | 6,6 %         |
| Antal ersatta dagar från F-kassan per person (16-64 år)   | 20,8       | 19,5          |
| Andel med eftergymnasial utbildning (minst 3 år)          | 35,7 %     | 37,9 %        |
| Andel bostäder byggda 1951–1960                           | 39,2 %     |               |
| Andel bostäder i allmännyttan                             | 0,0 %      | 25,9 %        |
| Antal färdigställda bostäder 2021                         | 0          |               |
| Andel bostäder i småhus                                   | 16,3 %     | 18,3 %        |

## Stadsområdes- och stadsdelsnämndstillhörighet
Primärområdet tillhörde fram till årsskiftet 2020/2021 stadsdelsnämndsområdet Lundby och ingår sedan den 1 januari 2021 i stadsområde Hisingen.